# Episodi di Dicte (prima stagione)
La prima stagione della serie televisiva Dicte, composta da 10 episodi, è stata trasmessa in prima visione assoluta in Danimarca dal canale TV 2 dal 7 gennaio all'11 marzo 2013.
In Italia, la stagione è andata in onda dal 25 agosto al 22 settembre 2016 sul canale pay Fox Crime.
| n° | Titolo originale                | Titolo italiano                       | Prima TV Danimarca | Prima TV Italia   |
| -- | ------------------------------- | ------------------------------------- | ------------------ | ----------------- |
| 1  | Personskade - del 1             | Lesioni personali - 1ª parte          | 7 gennaio 2013     | 25 agosto 2016    |
| 2  | Personskade - del 2             | Lesioni personali - 2ª parte          | 14 gennaio 2013    | 25 agosto 2016    |
| 3  | Selvrisiko - del 1              | Delitto nella casa accanto - 1ª parte | 21 gennaio 2013    | 1º settembre 2016 |
| 4  | Selvrisiko - del 2              | Delitto nella casa accanto - 2ª parte | 28 gennaio 2013    | 1º settembre 2016 |
| 5  | Skjulte fejl og mangler - del 1 | Difetti nascosti - 1ª parte           | 4 febbraio 2013    | 8 settembre 2016  |
| 6  | Skjulte fejl og mangler - del 2 | Difetti nascosti - 2ª parte           | 11 febbraio 2013   | 8 settembre 2016  |
| 7  | Liv og legeme - del 1           | Traffico di organi - 1ª parte         | 18 febbraio 2013   | 15 settembre 2016 |
| 8  | Liv og legeme - del 2           | Traffico di organi - 2ª parte         | 25 febbraio 2013   | 15 settembre 2016 |
| 9  | Vold og magt - del 1            | Contro ogni previsione - 1ª parte     | 4 marzo 2013       | 22 settembre 2016 |
| 10 | Vold og magt - del 2            | Contro ogni previsione - 2ª parte     | 11 marzo 2013      | 22 settembre 2016 |